# Сагринь
Сагринь (пол. Sahryń) — село в Польщі, у гміні Вербковичі Грубешівського повіту Люблінського воєводства. Населення — 400 осіб (2011).

## Розташування
Сагринь розташована приблизно за 16 кілометрів від українського кордону, у межах етнічної української території Холмщина. 8 км південніше від адміністративного центру ґміни — села Вербковичі, 16 км південніше від Грубешева та за 107 км від центру воєводства — Любліна.

## Історія
Перша письмова згадка про село Сагринь датується 1431 роком.[джерело?]
Марек Лещковський гербу Правдич (опікун дітей Станіслава Хмеля у 1637 році), купив село Сагринь у Стефана Лаща 1644 року. Його дружиною була Анна з Романовських, дочкою — Дорота (пол. Dorota Leszczkowska, бл. 1638 —1695 або 1696), яка стала дружиною Стефана Замойського. 1780 року в селі була церква, невідомо коли й ким збудована.
За даними етнографічної експедиції 1869—1870 років під керівництвом Павла Чубинського, у селі проживали греко-католики, які розмовляли українською мовою.
Село постраждало під час боїв Першої світової війни між російською та австро-угорською арміями. Внаслідок бойових дій та російської евакуації влітку 1915 року місцевого українського православного населення вглиб Російської імперії, згоріло кільканадцять селянських хат i двір, з мешканцїв лишилося лише 7 господарів-поляків.

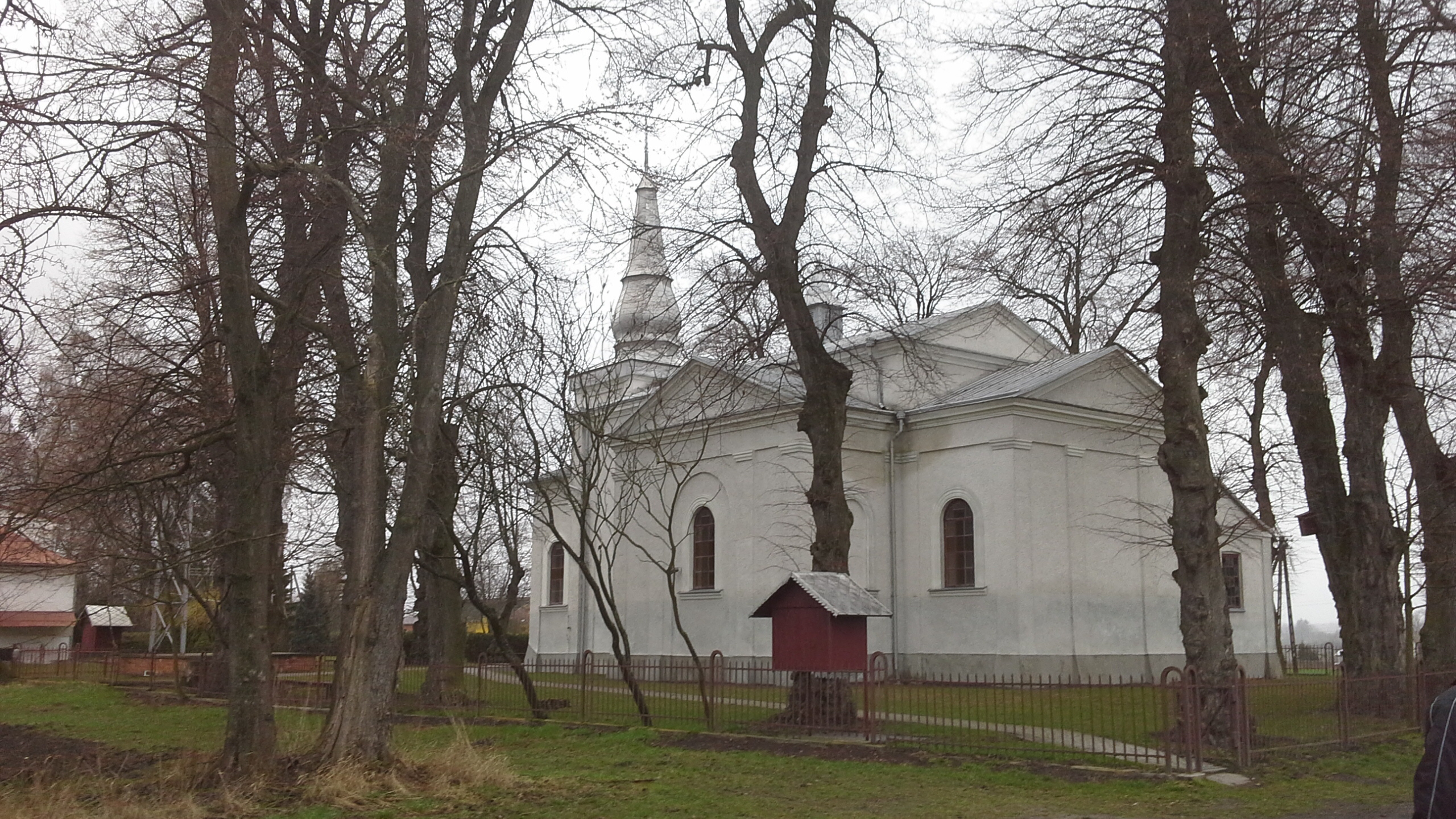
Костел у Сагрині. Будівля була збудована як православна церква. 10 березня 1944 року була спалена поляками. Після знищення українців — передана полякам та переобладнана під костел

У міжвоєнний період (1920–1930-ті рр.) в Сагрині відбувалася пацифікація українців (репресивна акція, проведена польською владою у вересні-листопаді 1930 року за наказом Юзефа Пілсудського, із застосуванням поліції та армії проти українського цивільного населення Східної Галичини). На Холмщині, і Сагринь не був винятком, проводилася активна державна політика асиміляції, колонізації та поборювання всіх форм національно-політичного і культурного чи економічного розвитку українців. Заборонено було видавалися українським газетам на Холмщині. З 1930 року була обмежена доставка українських газет та книжок з Галичини та Волині. Щоб ізолювати Холмщину від Галичини, був створений так званий «Сокальський кордон», призначений чинити перешкоди культурним та політичним зв'язкам з Галичиною.
З 1933 року почав діяти закон, за яким українською мовою можна було користуватися лише в усному спілкуванні, а школярам учителі забороняли на перервах розмовляти своєю мовою між собою, у деяких випадках навіть били лінійкою по пальцях за українську мову. Українців звільняли навіть з найнижчих урядових посад, заставляючи їх переходити на римо-католицький обряд.
Відбувався сильний тиск на українське шкільництво, українська кооперація та товариство «Рідна Хата» були заборонені, мурований православний храм — забрано під костел, новозбудовану українцями церкву — зруйновано. Автохтонне українське населення постійно та грубо обмежували в економічних і політичних правах. Найбільш національно свідомих українців, а також членів КПЗУ, польська влада жорстоко переслідувала, катувала у в'язницях, концтаборі Березі Картузькій.
Після 1 вересня 1939 року, нападу Третього Райху та розпаду Польської держави, у Сагрині відбулося пожвавлення українського національного та духовного життя. На цей час у селі було від 260 до 326 хат. Переважну більшість населення становили українці.
У селі було відроджено православну церкву, філію товариства «Рідна Хата», створено семирічну українську школу. Також у Сагрині знаходилася ґміна, пожежна охорона, кооператива (крамниця), постерунок поліції. Місцева українська самооборона нараховувала до 20 осіб, озброєних кількома гвинтівками та мисливськими рушницями. Відділу УПА та німців у селі не було.
Відродження українського національного та духовного життя в Сагрині не сподобалося шовіністично налаштованим полякам.

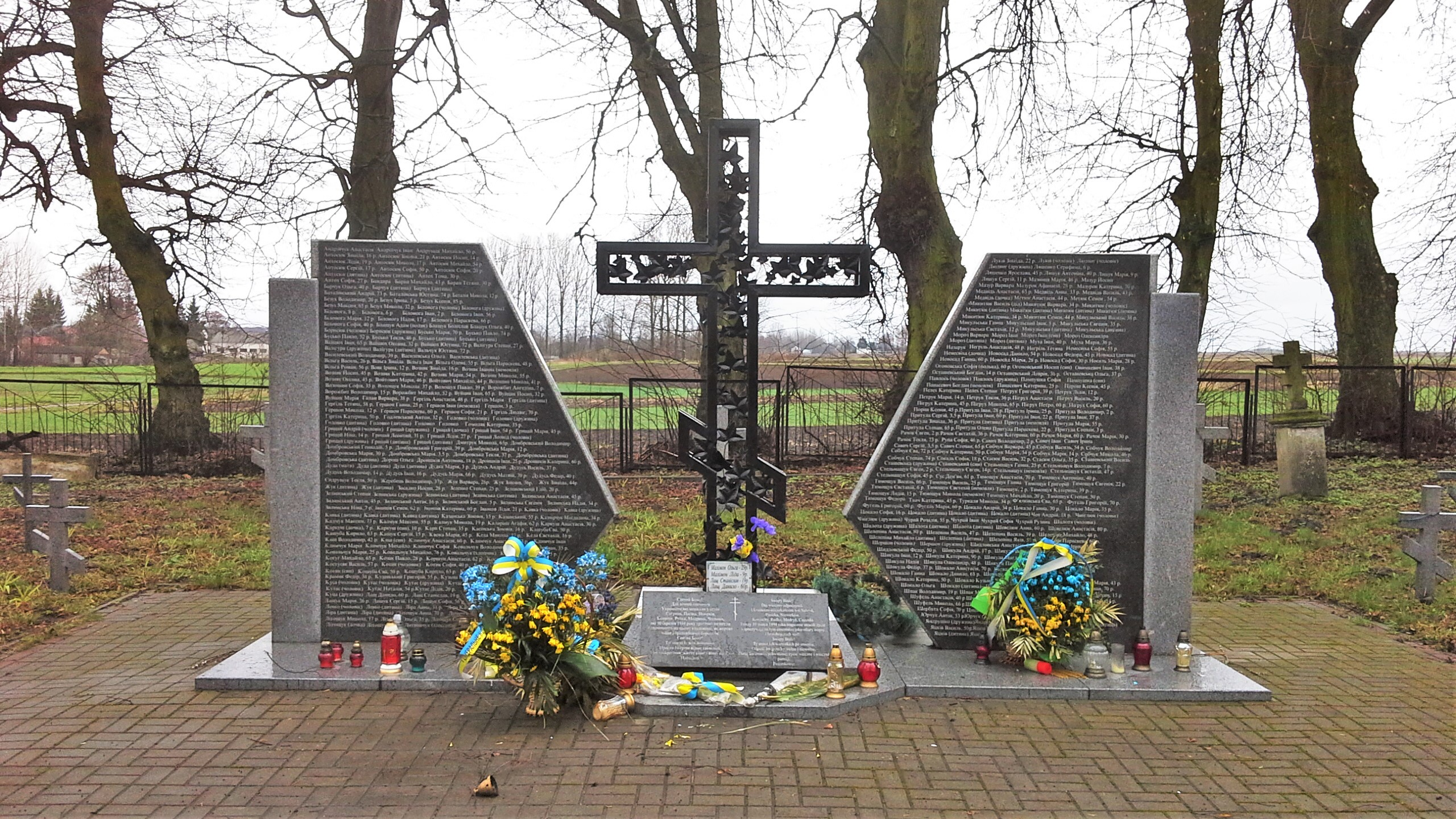
Меморіал українським жертвам — мешканцям Сагрині, замордованим 10 березня 1944 року. Православний цвинтар у Сагрині

### Різанина в Сагрині
О 4:30 10 березня 1944 року в селі Сагринь розпочалася акція зі знищення місцевого українського населення польськими бойовиками. Акція була спланована та проведена бойовиками (у кількості приблизно 800 осіб) польської Армії Крайової, під командуванням Зенона Яхімки (псевдо «Віктор»), та Батальйонів хлопських, під командуванням Станіслава Басая (псевдо «Рись»). Батальйони хлопські (БХ) були організовані з колоністів та поляків навколишніх сіл колоністом з колонії Ґурки Станіславом Басаєм. 25 березня 1945 року Станіслав Басай був узятий в полон повстанцями куреня «Вовки» під командуванням Мар'яна Лукасевича — «Ягоди» в с. Крилів, та був розстріляний повстанцями.
У різанині брали участь:
1. 2 сотні бойової диверсії Томашівської округи АК (прибл. 200 бойовиків);
2. особова лісова сотня (прибл. 50 бойовиків);
3. 3 сотні з III округи АК (прибл. 300 бойовиків);
4. 2 відділи кіннотників-розвідників (прибл. 80 бойовиків);
5. чота IV району (прибл. 30 бойовиків);
6. чота Грубешівської округи (прибл. 30 бойовиків);
7. 22 озброєні польські колоністи.

Загалом близько 800 дуже добре озброєних бойовиків.
Сагринь згоріла дотла. Знищено церкву, парафіяльні будинки, понад 260 будинків, молитовний будинок громади євангельських християн, сотні господарських будівель.
За свідченнями тих, хто пережив цю трагедію, під час знищення поляками Сагриня було убито та закатовано від 800 до 1240 українців. Серед них 70 % становили жінки та діти. Більшість загиблих перед смертю зазнали знущань і тортур. Велика кількість жертв у Сагрині пояснюється тим, що у селі кожен день перед заходом сонця збиралося багато людей із сусідніх сіл, щоб заночувати під захистом української поліції та місцевої самооборони. На світанку вони поверталися до своїх домівок.
Наразі вдалося встановити понад 660 осіб убитих та закатованих поляками в Сагрині 10 березня 1944 року. Їхні імена викарбувані на стелах пам'ятника на цвинтарі села Сагринь.

### Виселення українців
9 вересня 1944 року в Любліні була укладена угода між урядом УРСР і ПКНВ (Польський комітет національного визволення) «Про евакуацію українського населення з Польщі і польських громадян з території УРСР». Українці з Сагриня, хто пережив різню у Сагрині, — були виселені у СРСР.

### Повоєнний період
Попри антиукраїнські дії поляків, УПА намагалася все ж таки налагодити співпрацю з АК, для спільної боротьби проти більшовиків. Так 1 квітня 1946 року в Сагрині відбулася зустріч між представниками УПА та АК. Українську сторону репрезентував Теодор Герасим'юк («Равіч», «Дунайський» — референт пропаганди III Округи ОУН), польську — капітан Станіслав Ксьонжек («Вирва», від січня 1946 — керівник Замойського Інспекторату ВіНу). Було обговорено питання спільної боротьби УПА і ВіНу з супротивником у Грубешівському, Томашівлюбельському та Замойському повітах.
При адміністративному поділі Польщі в період 1975—1998 років село відносилось до Замойського воєводства.

## Населення
Демографічна структура станом на 31 березня 2011 року:
|          | Загалом | Допрацездатний вік | Працездатний вік | Постпрацездатний вік |
| -------- | ------- | ------------------ | ---------------- | -------------------- |
| Чоловіки | 203     | 40                 | 141              | 22                   |
| Жінки    | 197     | 43                 | 104              | 50                   |
| Разом    | 400     | 83                 | 245              | 72                   |

## Релігія
Згадка про сагринську церкву датується 1564 роком. У 1872 році парафія села налічувала понад 1360 віруючих. Сагричани у 1873—1878 роках збудували нову муровану церкву, де до 1915 року була початкова школа та церковне братство.

## Вшанування пам'яті
У 2009 році, на Православному цвинтарі у Сагрині, було відкрито Меморіал українським жертвам-мешканцям Сагрині, замордованим 10 березня 1944 року.
8 липня 2018 року Президент України Петро Порошенко під час робочого візиту до Польщі взяв участь у відкритті у селі Сагринь Меморіалу пам'яті українців, які загинули від рук польських «селянських батальйонів» та підрозділів Армії Крайової у 1944 році.